# Bombay Vikings
De Bombay Vikings zijn een Indiaas-Zweedse pop- en rockgroep. De oprichting vond plaats in 1994 in de Zweedse hoofdstad Stockholm met inbreng van de Zweedse muziekproducer Oscar Söderberg. De leden van de groep delen een grote passie voor Indiase muziek, zowel uit Hindi-films als traditionele muziek uit de periode 1940-1970.

## Muziekstijl
De groep maakt vooral popsongs met een speciale combinatie van Bollywoodstijl en Europese invloeden. Hiermee hebben ze zowel in India als daarbuiten veel succes. Een typisch voorbeeld is de rustige en melodische song Kahan ho tum (Waar ben je). De Bombay Vikings zingen vooral in het Hindi, maar ook in het Engels.

## Groepsleden
Bombay Vikings bestaat uit zes leden. De bandleider is Neeraj Shridar. Hij groeide op in Zweden als kind van Indiase ouders en hoorde zo in zijn jeugd veel muziek in het Hindi. In de band verzorgt Neeraj de leadzang en speelt hij gitaar. Ook schrijft hij nummers voor de band in verschillende stijlen: zowel pop, rock, jazz, hiphop, soul als reggae.
Mats Folke is een jazz-specialist. In de band speelt hij saxofoon. Johan Folke speelt keyboard. De andere leden van de groep zijn leadgitarist Staffan, bassist Par en drummer Morgan.

## Productie
Muziekproducer Oscar Söderberg verzorgde de productie van de eerste twee albums van de groep, Bombay Vikings en Kya Soorat Hai. Voor de productie van het meest recente album, Zara Nazron Se Kehdo tekende het productiehuis Soundism.

## Succes
Bombay Vikings probeerde aanvankelijk succesvol te worden in Zweden. Dit lukte en spoedig volgde het buurland Noorwegen. Hierna behaalden ze ook succes in andere delen van de wereld.
Het succes begon met het titelnummer van het album Kya Surat Hai, dat 11 maanden in de hitlijsten stond. Buiten de Scandinavische landen braken ze door met Woh Chali Woh Chali, waarmee ze wederom in de top tien stonden. In 2002 brachten ze het nummer Hawa Mein Udati Jaaye uit en met You and I, Dancing All Night en de titeltrack Woh Chali scoorde de groep hits. Het album Zara nazron se kehdo bereikte in 2006 de top drie van de Indiase hitlijst van MTV.

## Discografie

### Albums
- Zara nazron se kehdo (2006)
- Chhod do Aanchal zamana kya kahega (2004)
- Woh Chali (2003)
- Kya Soorat Hai (1999)
- Bombay Vikings (1994)

Er was sprake van een nieuw uit te brengen album voor oktober 2010, maar dit is begin 2011 nog niet verschenen.